# Taimuraz Mámsurov
Taimuraz Dzambékovich Mámsurov (Beslán, RSFS de Rusia; 13 de abril de 1954) es un político ruso que se desempeñó como 3.er Presidente de la República de Osetia del Norte-Alania, sucediendo a Aleksandr Dzasójov, quien renunció a su puesto voluntariamente el 31 de mayo de 2005.

## Biografía
Graduado del Instituto de Minería y Metalurgia del Cáucaso del Norte, Mamsurov también obtuvo una licenciatura en historia de la Academia de Ciencias Sociales en el Comité Central del Partido Comunista de la Unión Soviética (PCUS). Hizo su carrera en el Komsomol (Unión Comunista de la Juventud), en la década de 1970 y avanzó en las filas del PCUS en la década de 1980. Fue elegido vicepresidente del Consejo Supremo de la República de Osetia del Norte-Alania en 1994 y luego a cargo de la administración del distrito de Pravoberezhny de la república en 1995. Presidió el gobierno de Osetia del Norte desde febrero de 1998 hasta octubre de 2000 y el parlamento de la república desde el 19 de octubre de 2000 hasta el 7 de junio de 2005, cuando fue aprobado, por iniciativa del entonces presidente de Rusia, Vladímir Putin, como Jefe de Gobierno de la República de Osetia del Norte-Alania. Mamsurov se ha aliado con Putin y ocupa un cargo en el Consejo Supremo del partido Rusia Unida, así como en el Presídium del Consejo de Estado de Rusia.
El gobierno de Mamsurov en Osetia del Norte coincidió con un deterioro de las relaciones con la vecina república de Ingusetia con la que los osetios libraron una guerra por el distrito de Prigorodny a principios de la década de 1990. Ha acusado a las autoridades de Ingushetia de avivar deliberadamente la disputa entre las dos repúblicas y de librar una "guerra de información" contra Osetia del Norte. Mamsurov también apoya una cooperación más estrecha con Osetia del Sur, la región separatista de Georgia que busca la integración con Rusia a través de una unión con Osetia del Norte. En julio de 2008, acusó a los diplomáticos occidentales de tramar un "plan jesuítico" de unir a Osetia del Sur y Osetia del Norte en una sola entidad para luego introducirlas en la OTAN a través de Georgia.